# Giulio Ferretti
Giulio Ferretti (Ravena, 1480 - 1547) fue un jurisconsulto y escritor italiano.
Principalísimo en doctrina legal y muy perito en escrituras latinas fue Giulio Ferretti, hijo de Nicolás y hermano de Pedro, del cual habíamos hablado de alguna cosa ("Vita de ravegnani illustri scritte", Ravena, 1837; autor: Filippo Mordani).

## Biografía
Giulio hizo excelentes estudios bajo la dirección de su padre, Nicolas (1450-1523), gramático quien tuvo una célebre escuela de gramática en Venecia y dejó la obra "Eloquentia Linguae Latinae servando in epistolis et orationibus componendis praecepta", Forli, 1495; su hermano Pietro (1482-1557) era historiador y poeta, obispo de Milazzo en Sicilia, y posteriormente de Lavello, Reino de Nápoles, dejando escritas varias obras, casi todas manuscritas, como las siguientes: "Memorias del exarcado de Ravenna", "El origen de Rovigo" y "Sobre la villa de Hadria".
Posteriormente, frecuentó las universidades de Italia, obteniendo el título doctor en derecho, y el papa le concedió el título de caballero y conde del palacio de Letran, y Carlos I de España le nombró intendente y gobernador de la Poulye, región del sur de Italia.
Como escritor, dejó una tratado de la cosa y disciplina militar, en la que se encuentra la vida de Giulio escrita por su compatriota y amigo Jerome Rossi (1530-1607), médico del papa Clemente VIII, erudito que dejó escrita "Historia de Ravenna", Venecia, 1572 y otro de la cosa militar marítima, obra más rara que la precedente según David Clément (1701-1760), célebre bibliógrafo nacido en Hesse, autor de "Biblioteca curiosa, histórica y crítica, en francés, Göttingen, 1750-1760, 9 vols., y diversos opúsculos.

## Obras
- Consilia et tractatus varii, Venise, 1562, in-4º
- De re et disciplina militari unicus tractatus, Venise, 1575, in fol.
- De jure et re navali, et de ipsius rei navalis et belli aquatici praeceptis legitimis liber, Venise, 1579, in-4º
- Varios opúsculos como:
  - De gabellis, publicanis, muneribus et oneribus
  - De duello
  - De electione officialum
  - Defensiorum fides christiana contra hareticos
  - De feudis & statutis
  - Varietatis iuris romani & longobardorum